# Kerfuś
Kerfuś是波蘭家樂福商店的吉祥物，其型態為一個分發零食的自動送貨機器人，臉部是一隻卡通貓。由中国商业服务机器人制造商普渡科技製造。

## 歷史
Kerfuś於2022年9月在波蘭華沙的商店首次出現，作為家樂福和百事可樂合作的廣告活動而推出。
隨著機器人的大受歡迎，Kerfuś也開始出現在波蘭其他城市的商店中，包括博萊斯瓦維茨、貝烏哈圖夫、切哈努夫、登比察、格但斯克、大波蘭地區戈茹夫、皮瓦、伊諾弗羅茨瓦夫、 卡利什、克羅斯諾、羅茲、馬佐夫舍地區明斯克、波茲南、普瓦維、塔爾努夫、托倫、帕比亞尼采和弗羅茨瓦夫。波蘭家樂福還與Kerfuś合作推出了限量系列服裝，可在其門市購買。

## 流行文化
隨著網路的傳播，Kerfuś逐漸成為一個網路迷因，出現在各種表情符號和色情圖片中。